# Schongau (Alta Baviera)
Schongau (pronunciación en alemán: /ˈʃoːnɡaʊ̯/ⓘ) es un municipio situado en el distrito de Weilheim-Schongau, en el estado federado de Baviera (Alemania), con una población a finales de 2016 de unos 12 252 habitantes.
Se encuentra ubicado al sur del estado, en la región de Alta Baviera, en la vertiente norte de las estribaciones de los Alpes, cerca de la orilla del río Lech —un afluente derecho del Danubio— y de la frontera con Austria.

## Galería de imágenes

Schongau
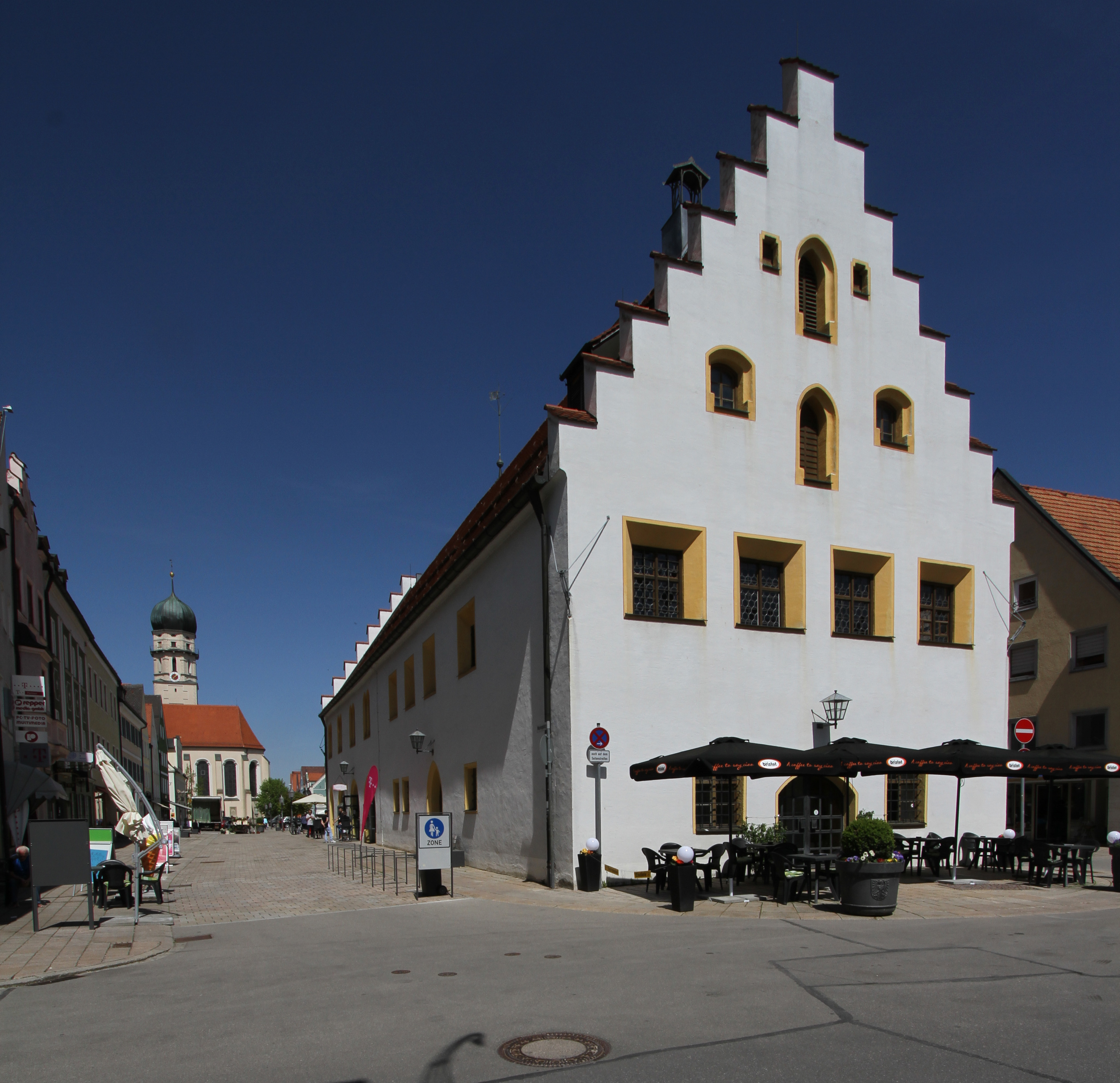
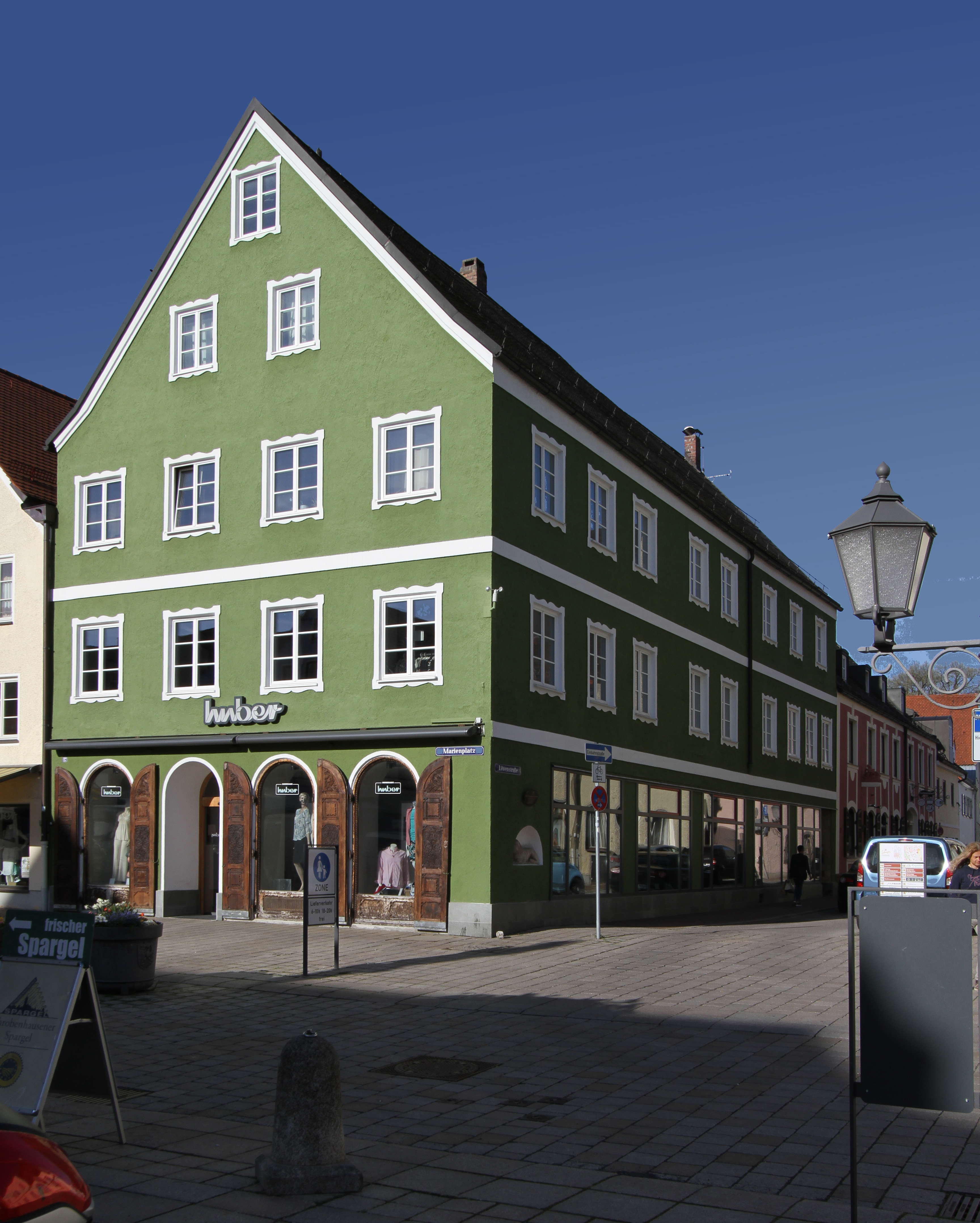
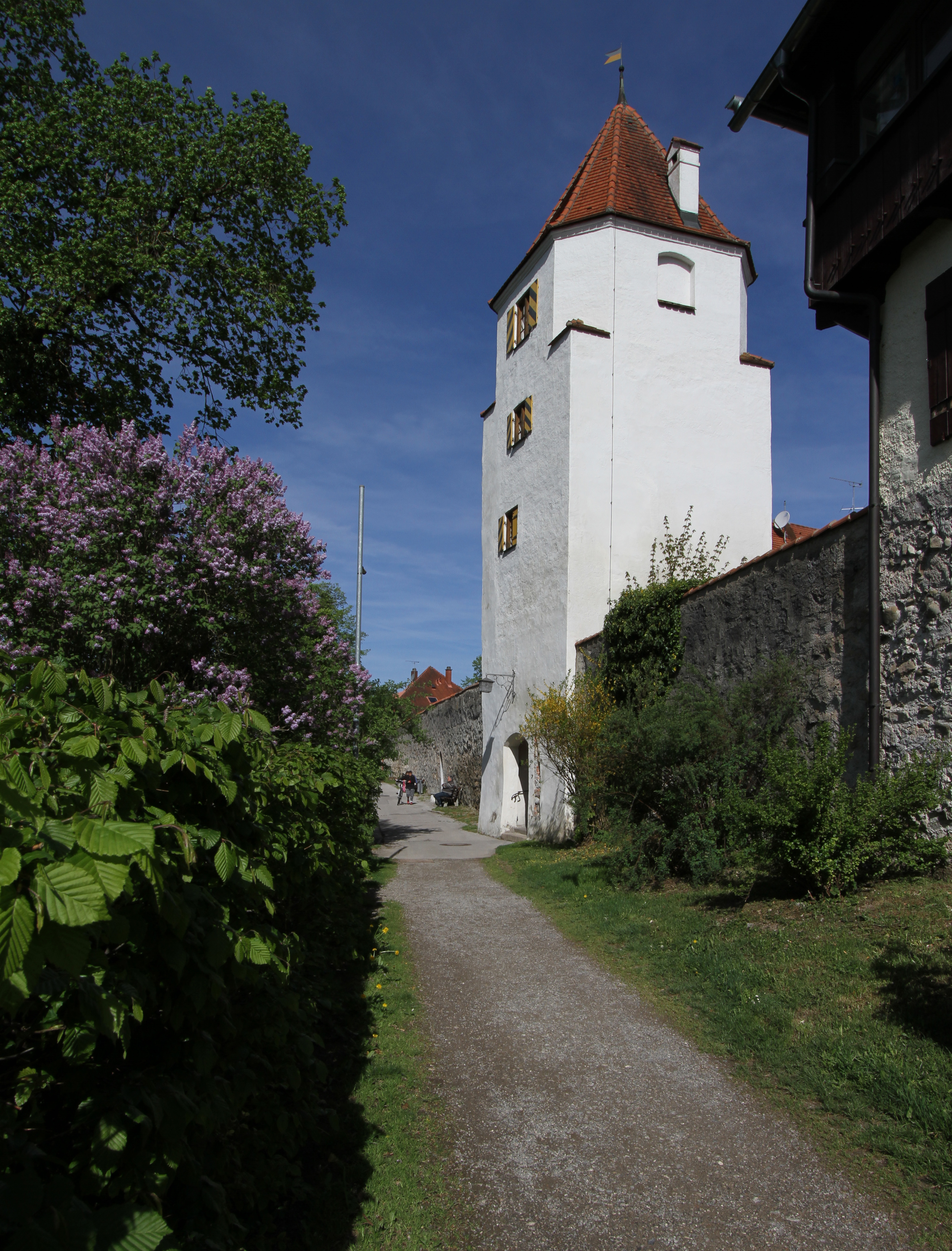
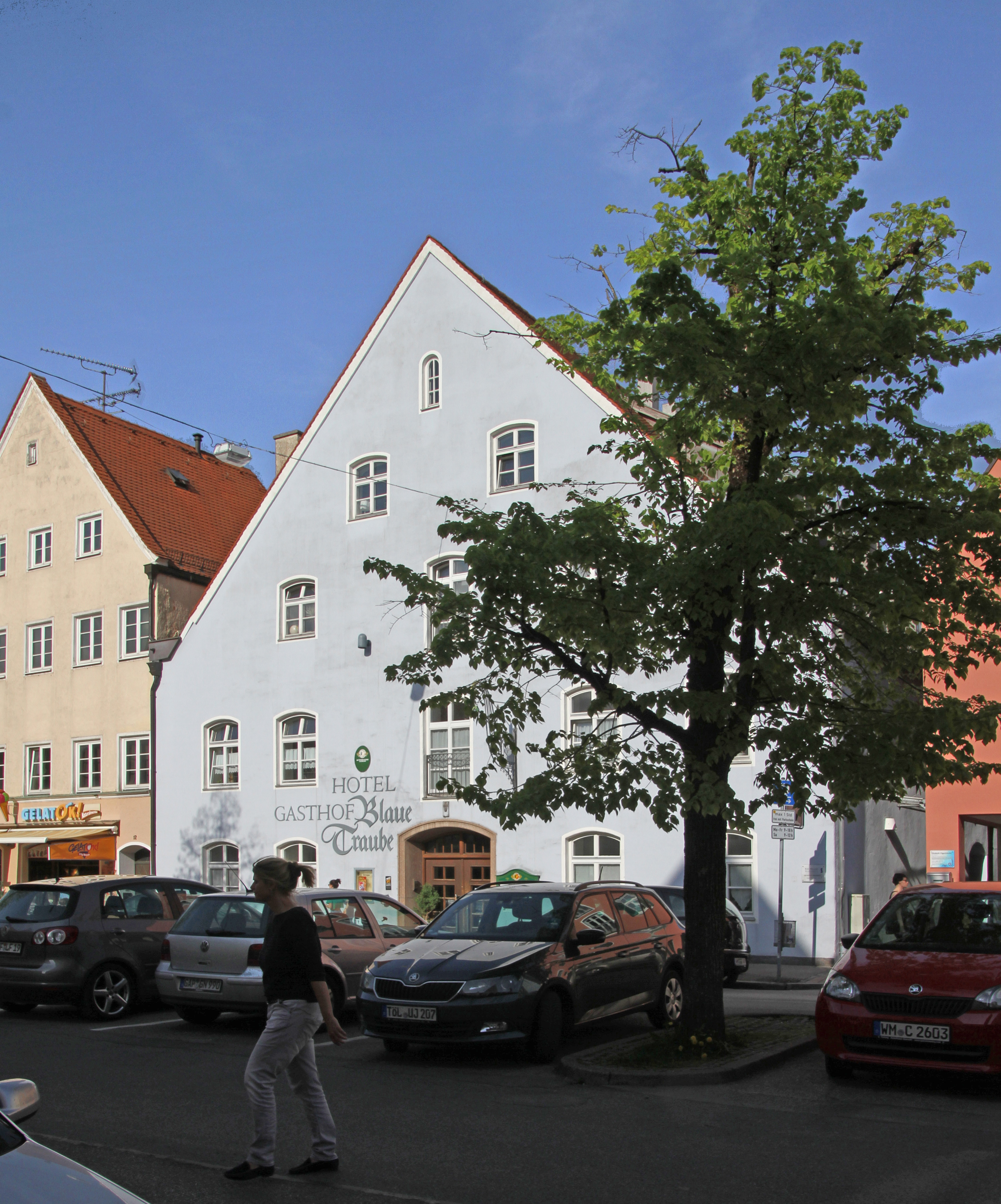
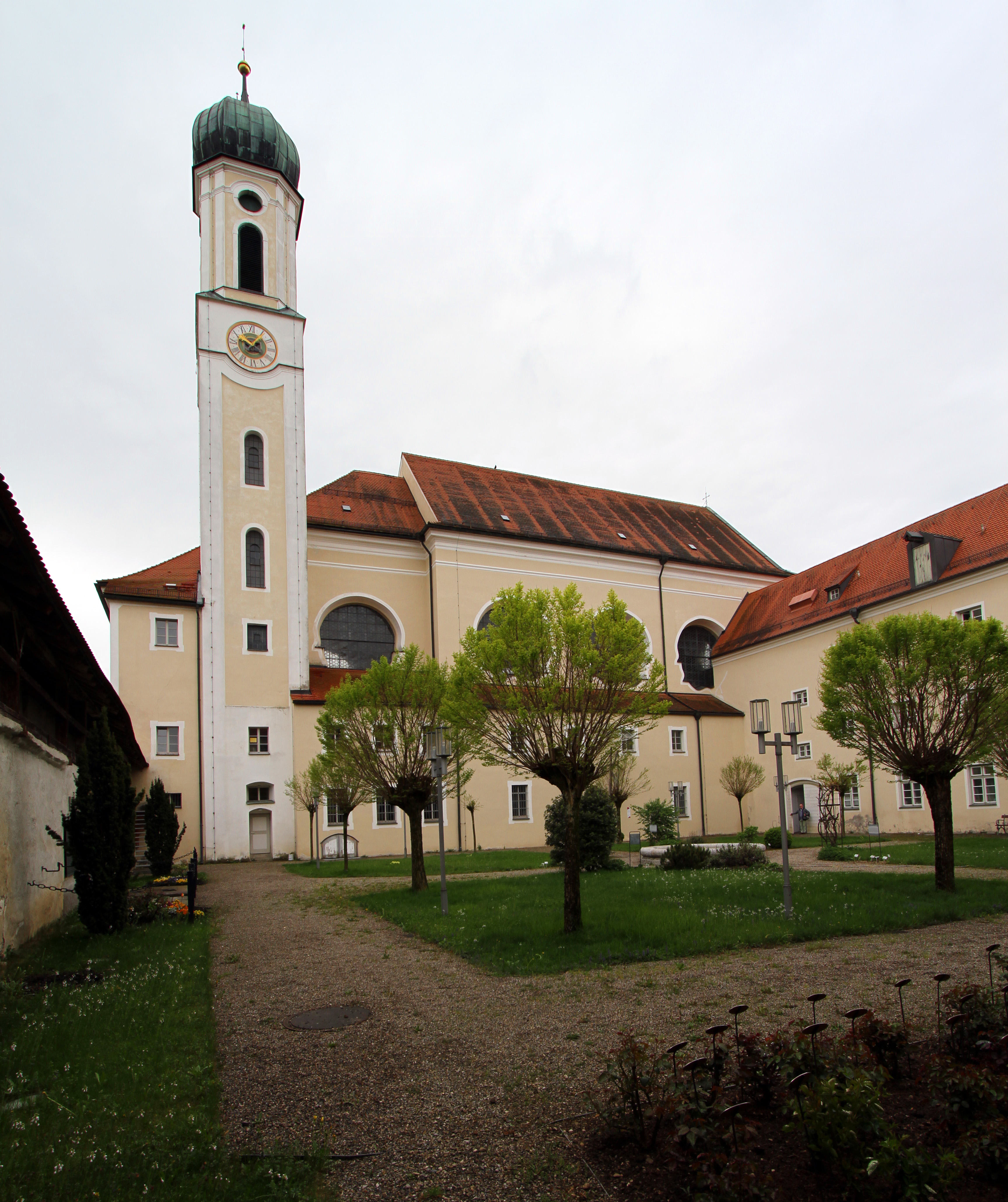
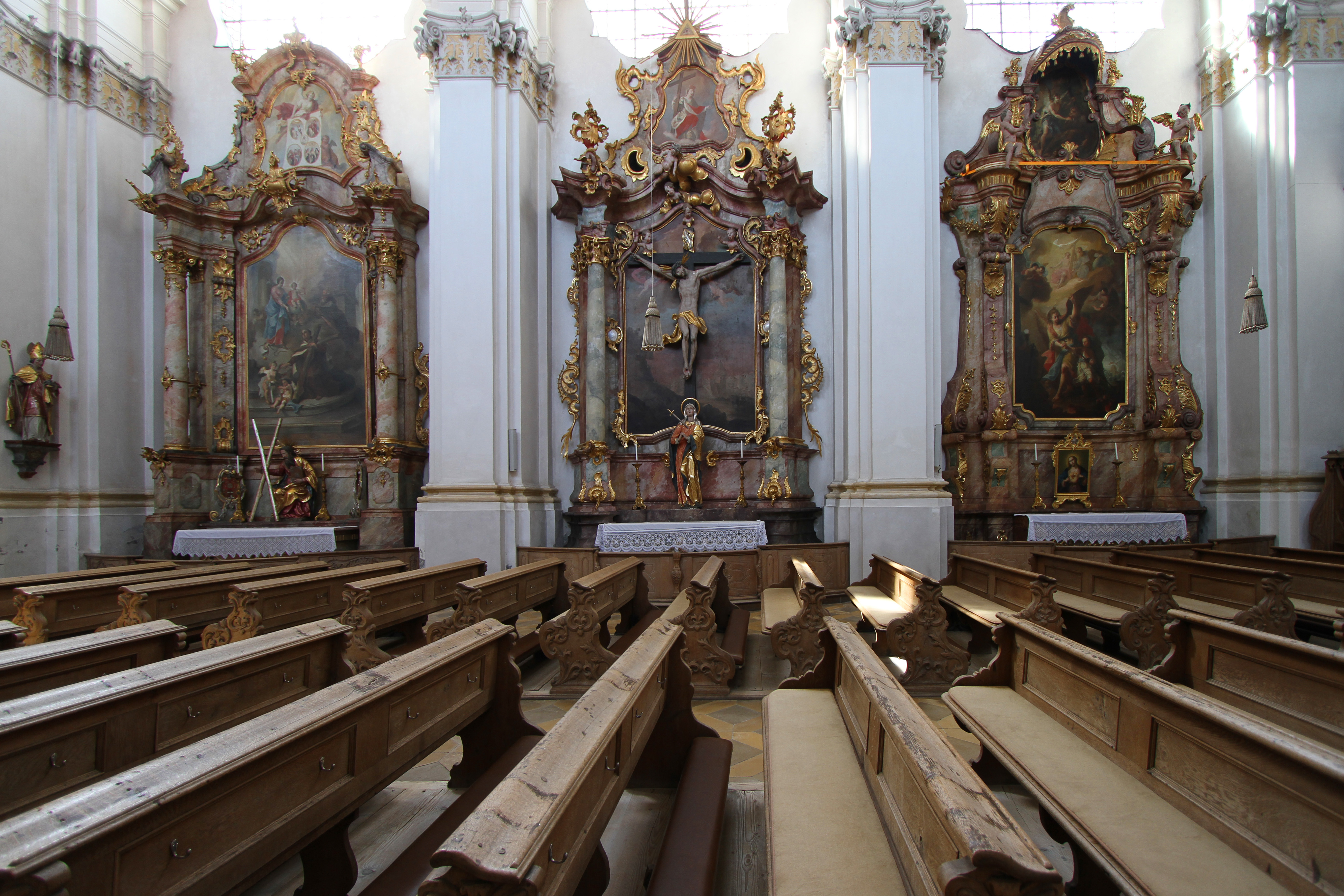
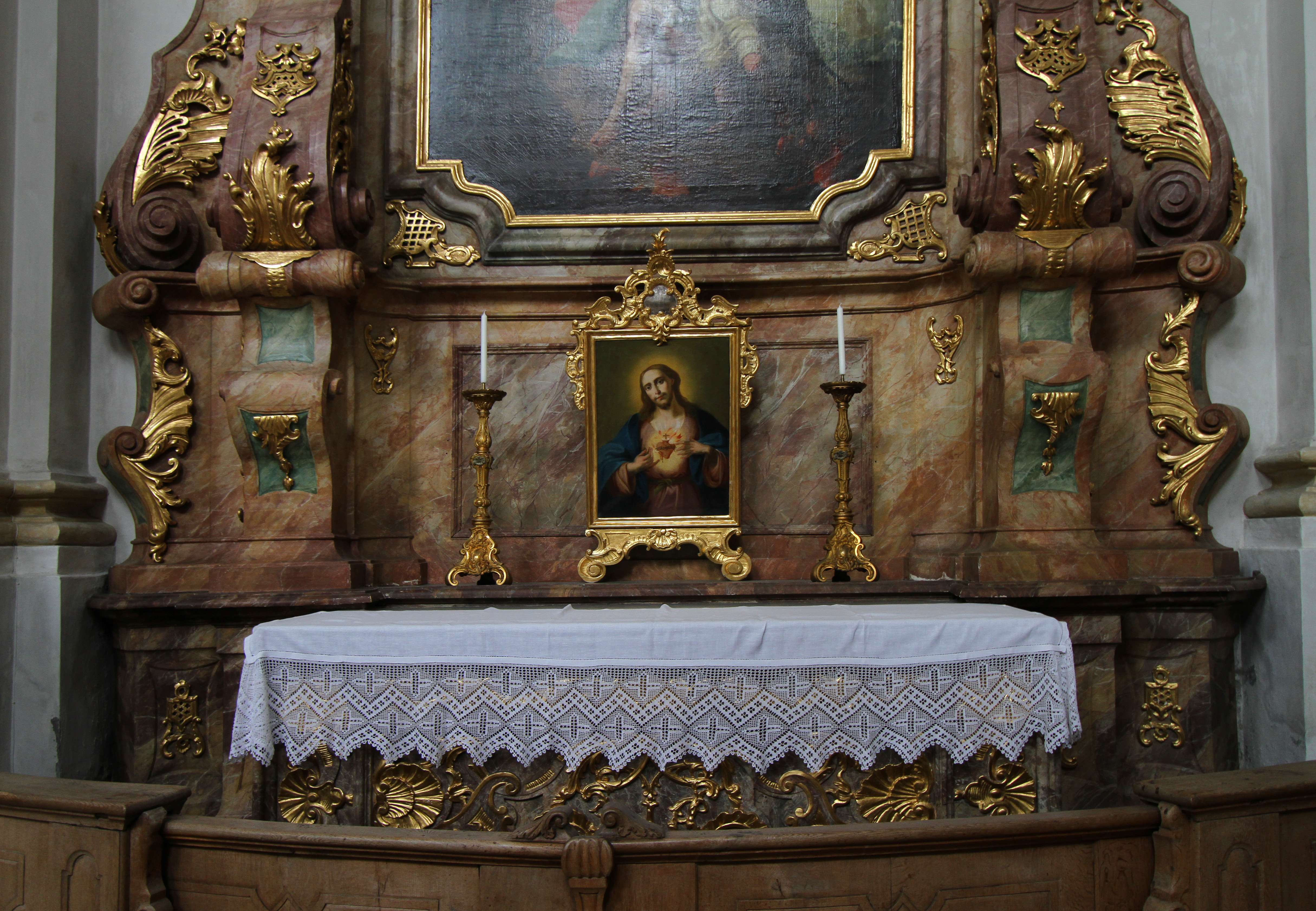
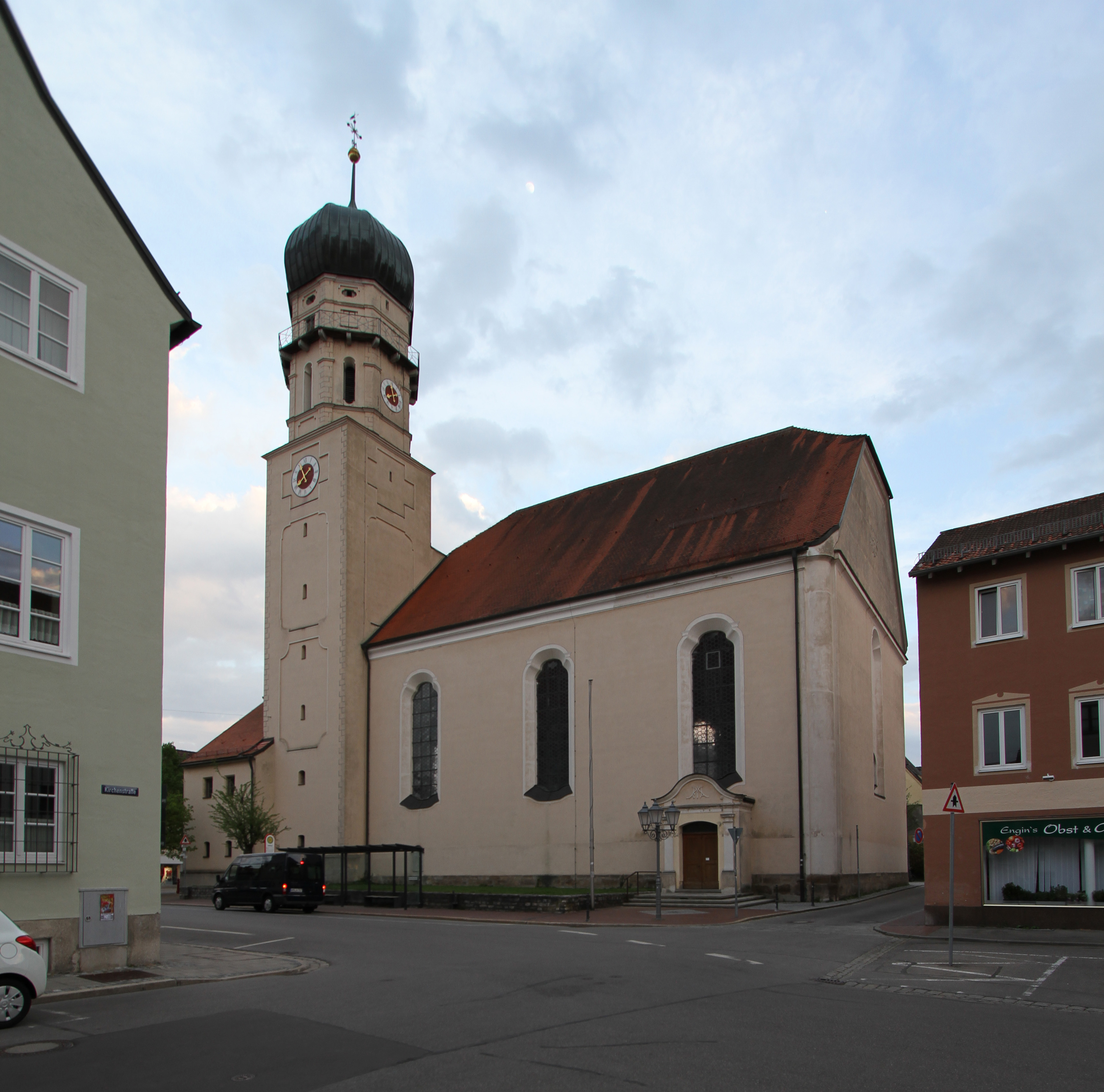
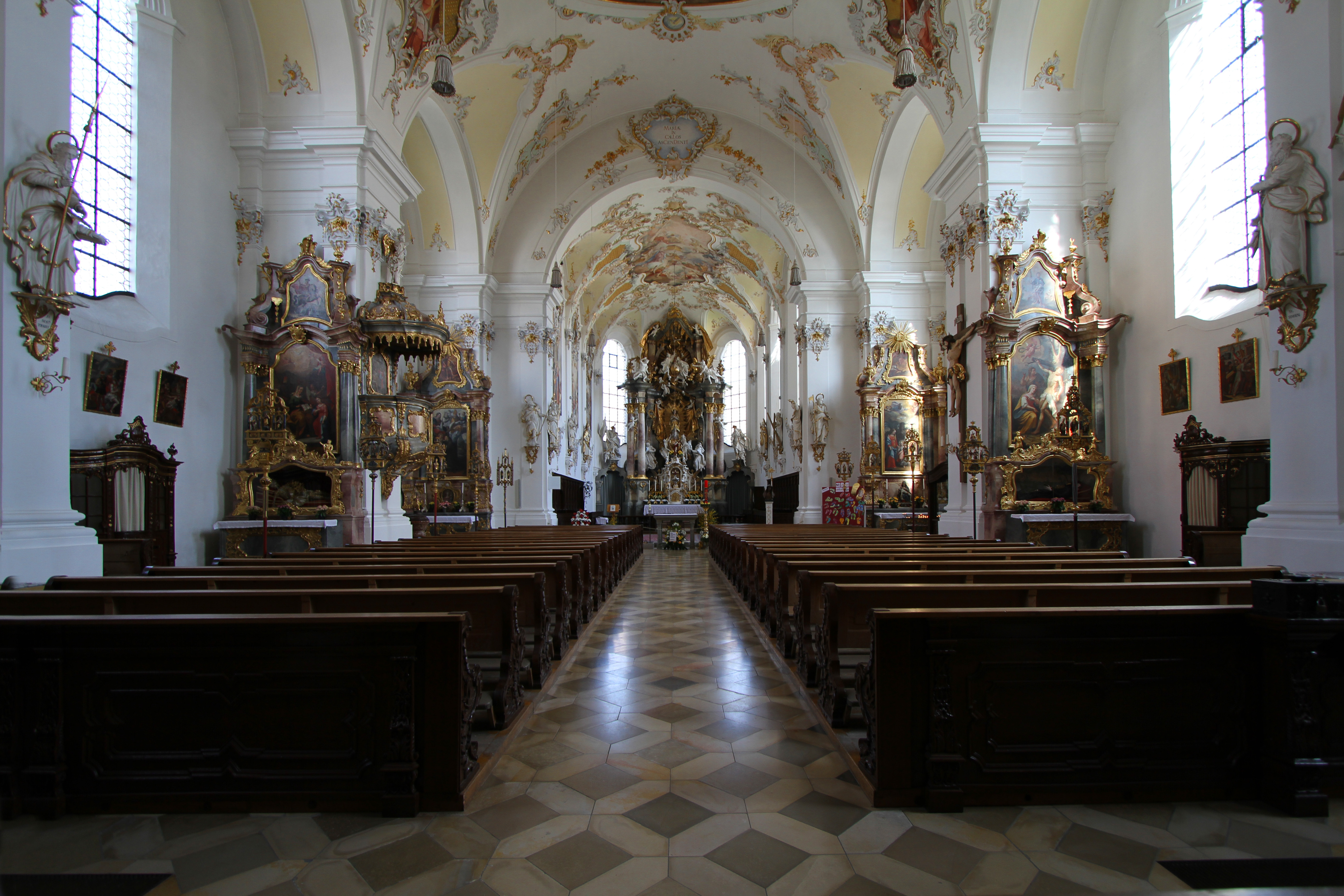
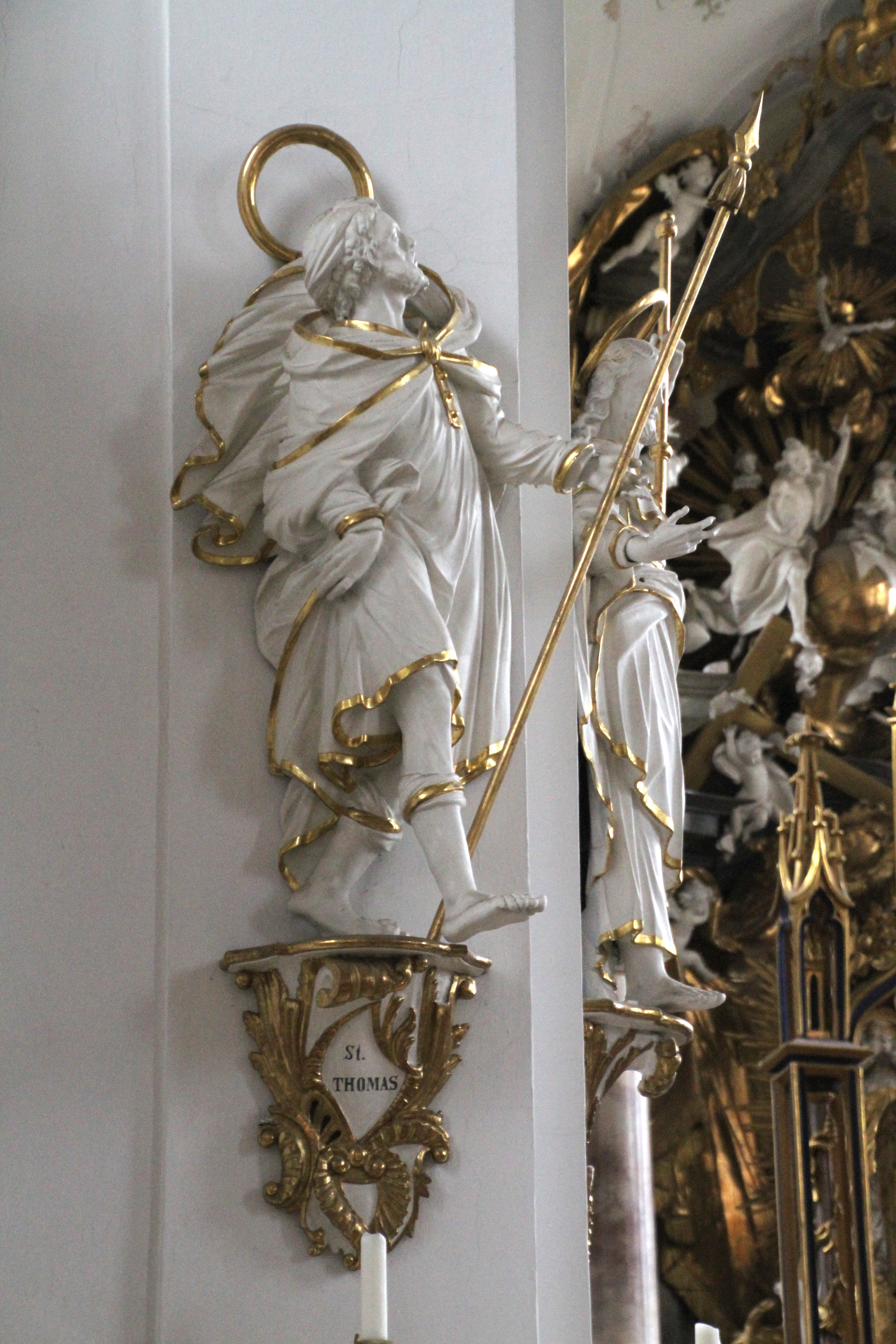